# أليكساندر بورغز
أليكساندر بورغز (بالبرتغالية: Alexandre Borges‏) هو ممثل برازيلي، ولد في 23 فبراير 1966 في سانتوس، ساو باولو في البرازيل.

## وصلات خارجية
- أليكساندر بورغز على موقع IMDb (الإنجليزية)
- أليكساندر بورغز على موقع ألو سيني (الفرنسية)
- أليكساندر بورغز على موقع أول موفي (الإنجليزية)
- أليكساندر بورغز على موقع قاعدة بيانات الأفلام السويدية (السويدية)
- أليكساندر بورغز على موقع قاعدة بيانات الفيلم (الإنجليزية)
- أليكساندر بورغز على موقع كينوبويسك (الروسية)